# Herrenknecht

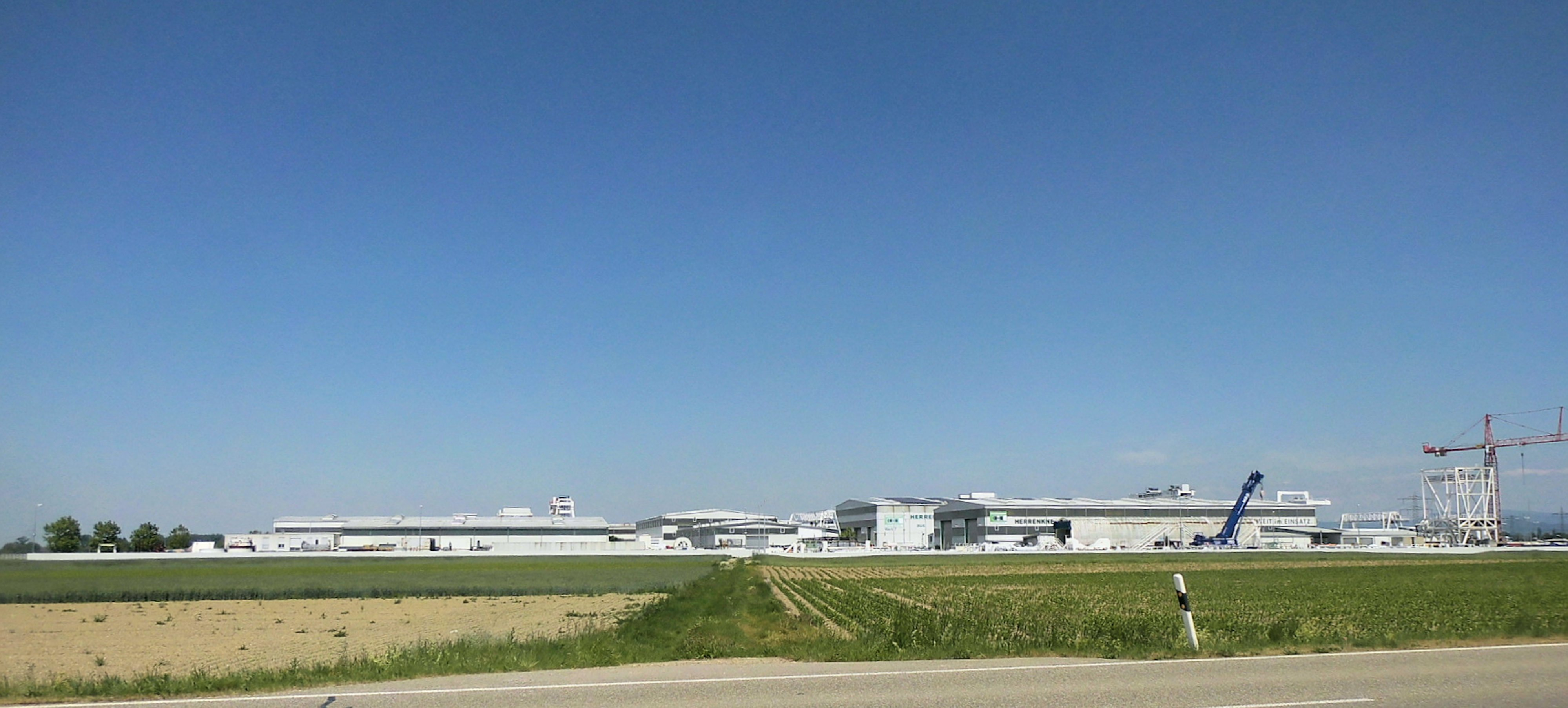
Blick von Südwesten auf das Herrenknecht-Stammwerk in Allmannsweier

Die Herrenknecht AG ist ein deutscher Hersteller von Tunnelvortriebsmaschinen mit Firmensitz in Schwanau-Allmannsweier in der Nähe von Lahr in Baden-Württemberg. 
Gut zwei Drittel der knapp 5000 Mitarbeiter waren 2014 am Stammsitz in Allmannsweier beschäftigt, wo die Montage der Hydraulik- und Elektronikkomponenten sowie die Endabnahme der Tunnelvortriebsmaschinen durchgeführt werden. Etwa 900 Mitarbeiter sind im Jahr 2020 an neun Standorten in der Volksrepublik China beschäftigt. Neben der Montage der Maschinen für den asiatischen Markt werden dort auch Stahlbauten gefertigt.

## Geschichte
Das Unternehmen wurde 1977 von Martin Herrenknecht als Herrenknecht GmbH gegründet. 1992 gründete er die erste Tochtergesellschaft in den USA. Im Jahr 1998 wandelte er das Unternehmen in die Rechtsform einer Aktiengesellschaft um. Auf den geplanten Börsengang verzichtete die Eignerfamilie wegen der Börsenblase im Jahr 2000, die Herrenknecht AG ist daher nicht börsennotiert. Als neues Geschäftsfeld wurde die oberflächennahe Geothermie entwickelt.
Zum Jahresende 2015 überführte Martin Herrenknecht sein Unternehmen in eine Familienstiftung, die nun Eigentümerin der Herrenknecht AG ist. Seine Familie verzichtete auf den Pflichtanteil ihres Erbes.

## Produkte
Das Unternehmen stellt Tunnelvortriebsmaschinen her. Beispielsweise produzierte Herrenknecht Maschinen für Großprojekte wie den Gotthard-Basistunnel oder die Vortriebsmaschine TRUDE für die Erweiterung des Elbtunnels. Andere Produkte sind Mikromaschinen für den Ausbau der Kanalisation. Das Produktionsprogramm deckt Maschinen mit Bohrköpfen von 10 Zentimeter bis 19 Meter Durchmesser ab. Seit Anfang 2024 ermöglicht das Tunnel-Erweiterungs-System, kurz TES (englisch Tunnel Enlargement System), die Aufweitung von bestehenden Tunneln bei laufendem Bahnbetrieb, also ohne Vollsperrung. Der Zug fährt dabei mittig durch die Tunnelbohrmaschine. Dies ermöglicht die Verbreiterung für schnellere Fahrten oder Elektrifizierung historischer Eisenbahntunnel von denen alleine 800 Stück in DACH zwischen 1850 und 1910 gebaut wurden.
Zusätzlich bietet Herrenknecht Service das Projektmanagement von Tunnelprojekten und einen Mietpark für Tunnelbohrmaschinen sowie Gebrauchtmaschinen an.
Außerdem erfolgt seit 2005 im Tochterunternehmen Herrenknecht Vertical die Herstellung von automatisch gesteuerten Bohranlagen für Bohrtiefen von bis zu 8000 Meter Tiefe zur Erschließung von Erdgas- und Erdöllagerstätten im Onshore- und Offshorebereich sowie von erdnaher und tiefer Geothermie.

## Projekte
Herrenknecht exportiert und installiert seine Maschinen weltweit. Viele Aufträge erhielt das Unternehmen aus der VR China, wo in mehreren Ballungsgebieten U-Bahnen und Eisenbahnverbindungen für Schnellzüge zwischen den Metropolen gebaut werden. Bis Ende 2016 kamen mehr als 240 Tunnelbohrmaschinen (TBM) von Herrenknecht in 25 chinesischen Städten für den Bau von Metro-Bahnen zum Einsatz.

### Gotthard-Basistunnel
In den 2000er-Jahren erfolgte die Entwicklung und der Einsatz von vier Hartgesteinsmaschinen für den Schweizer Gotthard-Basistunnel, der sich in zwei einspurigen Tunnelröhren unter bis zu zwei Kilometer Gebirgsdecke erstreckt. Herrenknecht hatte bis dahin wenig Erfahrung mit Hartgesteinsabbau und löste das Problem mit sogenannten Grippern. Während des Bohrens wird die Zugmaschine des Bohrschilds mit zwei hydraulisch zur Seite ausfahrbaren konvexen Platten, den Grippern, am Felsen festgehalten, so dass ein genügend hoher Anpressdruck gegen das Hartgestein erzeugt werden kann.

### Russland
Eine von großer medialer Aufmerksamkeit begleitete Bestellung der damals größten Tunnelvortriebsmaschine mit rund 20 Metern Durchmesser durch den russischen Oligarchen Roman Abramowitsch im Jahr 2008 wurde von Abramowitsch stillschweigend wieder storniert. Anlässlich der Olympischen Winterspiele 2014 in Sotschi baute Herrenknecht sechs neue Tunnel zwischen der Schwarzmeerküste und dem Skigebiet im Kaukasus für eine kombinierte Eisenbahnlinie und Schnellstraße. Dazu errichtete das Unternehmen in Sotschi die seinerzeit weltgrößte Fabrik für Tübbinge, die Schalungselemente der Tunnelröhren. 2013 bestellte ein russischer Baukonzern drei Tunnel-Bohrmaschinen, die auf der Krim zum Einsatz kommen. 2018 verlieh Putin Herrenknecht den Orden der Freundschaft.

### Bosporus
Einen Meilenstein in der neueren Unternehmensgeschichte stellt für Herrenknecht die 3,34 Kilometer lange Untertunnelung der geologisch heiklen Zone des Bosporus im August 2015 dar. Neben einem sehr hohen Anteil an Sanden und anderem Lockergestein war hier auch ein Wasserdruck von bis zu 11 bar technisch zu bewältigen, beim neuen Hamburger Elbtunnel liegt dagegen der Wasserdruck bei lediglich 5,5 bar. Außerdem wurden zwei spezielle seismische Ausgleichsringe eingebaut, die der Tunnelröhre eine gewisse Flexibilität gegen Erdbeben verleihen. Seit 20. Dezember 2016 können im Eurasien-Tunnel täglich rund 100.000 Fahrzeuge auf zwei übereinander liegenden Fahrbahnen zwischen den Kontinenten wechseln und so die restliche Verkehrsinfrastruktur in Istanbul erheblich entlasten.

### China – Perlflussdelta
Zu einem neuen Schwerpunkt des Engagements von Herrenknecht in China wurde das Perlflussdelta zwischen Guangzhou und Hongkong (Provinz Guangdong). Diese Region wurde in den 1990er-Jahren von der chinesischen Regierung zu einem der industriellen Zentren Chinas ausgewählt. Das Perlflussdelta ist mit 42 Mio. Einwohnern (2015) die größte Metropolregion der Welt und soll daher mit einer effizienten Infrastruktur ausgestattet werden. Herrenknecht wurde hier mit mehreren unterirdischen Bahnprojekten betraut. Allein für die Metro in Guangzhou sind 2020 76 Tunnelbohrmaschinen im Einsatz. 2019 waren 14 Linien mit über 400 Kilometer Netzstrecke in Betrieb, einschließlich zum Flughafen Guangzhou und zur Nachbarstadt Foshan. Bis 2023 sehen die Planungen 888 Kilometer auf 18 Linien vor.

### Transadriatische Pipeline
Für den Bau der Transadriatischen Pipeline, die aserbaidschanisches Gas durch Griechenland, Albanien und das Adriatische Meer nach Süditalien leitet, gingen viele Aufträge an Herrenknecht.

### Brennerbasistunnel
Auch für den Bau des Brennerbasistunnels, der die längste unterirdische Eisenbahnverbindung der Welt bilden soll, lieferte Herrenknecht mehrere Tunnelbohrmaschinen.

## Kennzahlen
Der Weltmarkt für Geräte des maschinellen Tunnelbaus wird vom Unternehmen auf etwa 1,5 Milliarden Euro beziffert, wovon Herrenknecht nach eigenen Angaben im Januar 2014 etwa 1,1 Milliarden Euro abdeckte. Die Firma wird in der Wirtschaftsliteratur auch als Hidden Champion bezeichnet, da sie eher „still und unauffällig“ einen Markt beherrscht.
2015 erzielte das Unternehmen einen Gewinn vor Steuern und Zinsen von 74 Millionen Euro. Im gleichen Jahr erzielte das Unternehmen mit Verkehrstunneln einen Umsatz von mehr als 900 Millionen Euro, im Tunnelbau für Ver- und Entsorgung von 175 Millionen Euro. Sowohl Europa, als auch Asien und der arabische Raum steuerten dabei jeweils mehr als 300 Millionen Euro bei.
Im Geschäftsjahr 2015 erwirtschaftete das Unternehmen 95 Prozent seines Gesamtumsatzes von 1,34 Milliarden Euro im Ausland.

## Soziales Engagement
Herrenknecht fördert finanziell Leistungssportler wie die Siebenkämpferin Carolin Schäfer, den Speerwerfer Thomas Röhler und den Kugelstoßer David Storl. Außerdem spenden auch die Mitarbeiter von Herrenknecht für karitative Einrichtungen wie dem Freiburger Förderverein für krebskranke Kinder, Aktion Deutschland Hilft, Ärzte ohne Grenzen, Karlheinz Böhms Äthiopienhilfe Menschen für Menschen und weiteren Hilfsorganisationen.

## Filme
- Der Tunnelbohrer Herrenknecht – Weltmarktführer aus Baden. Dokumentarfilm, Deutschland, 2014, 29 Min., Buch und Regie: Joachim Auch, Produktion: SWR, Reihe: made in Südwest, Erstsendung: 8. Januar 2015 beim SWR, Inhaltsangabe von ARD, online-Video von SWR.

- Die Tunnelbauer: Ein deutscher Bohrer für die französische Eisenbahn. Dokumentarfilm, Deutschland, 2013, 29:14 Min., Buch und Regie: Michael Hertle, Produktion: SWR, Reihe: Schlaglicht, Erstsendung: 26. Februar 2013 beim SWR, Inhaltsangabe von ARD.